# Gare d’Ingersheim
Gare d'Ingersheim – przystanek kolejowy w miejscowości Turckheim, w departamencie Górny Ren, w regionie Grand Est, we Francji. Jest zarządzany przez SNCF i obsługiwany przez pociągi TER Grand Est.

## Położenie
Znajduje się na linii Colmar – Metzeral, na km 4,450 między stacjami Logelbach i Turckheim, na wysokości 225 m n.p.m.

## Linie kolejowe
- Linia Colmar – Metzeral